# Azevedo Bolão
Luiz Inácio de Azevedo, conhecido como Bolão (Bahia, 1785 — Fortaleza, 16 de maio de 1825) foi um revolucionário brasileiro republicano.

## Biografia
Natural da Bahia casou-se com Rosa Amaral do Azevedo em Aracati, Ceará. Mudou-se para o Ceará durante o Governo de Costa Barros que se iniciou em um momento de agitação, no qual a Províncias reclamavam sobre a dissolução da Câmara e outorga da Constituição de 1824 que não satisfazia os interesses da Nação.
Azevedo Bolão apoiou o ideal republicano. Aliou-se às tropas de Tristão Gonçalves, onde passou a tomar parte no movimento revolucionário conhecido com Confederação do Equador. 
As forças rebeldes foram derrotadas em Aracati, onde Tristão Gonçalves cairia morto em Santa Rosa. No mesmo local Azevedo Bolão seria feito prisioneiro. 
Conduzido a Fortaleza foi julgado com outros quatro integrantes do movimento: Padre Mororó, Pessoa Anta, Francisco Ibiapina e Feliciano Carapinima.
Julgado culpado pela comissão militar, chefiada pelo Coronel Conrado Jacó de Niemeyer foi fuzilado na manhã de 16 de maio de 1825 no Campo da Pólvora que seria renomeada em 1879 como Praça dos Mártires (hoje mais conhecida como Passeio Público).
Pelo seu porte físico (daí o apelido bolão) ao receber a descarga dos fuzis não morreu logo, conforme relato a seguir do Barão de Studart: “Foi um fato revoltante, horroroso, sucedeu quando da sua execução. “O Tiro de Honra” fendendo a cabeça da pobre vítima, fez saltarem os miolos e um dos militares presentes, o Alferes-ajudante Manuel da Silva Braga, conhecido por Braga Visão, chamou um cachorro e os deu a devorar. Esse Braga Visão, assim chamado por causa do seu físico, muito alto e magro, de longas barbas brancas, fisionomia patibular, foi, juntamente com o Capitão Cabral e Teive, o Oficial comandante da tropa, que acompanhou ao suplício do Padre Mororó e do Cel Pessoa Anta.” 
Uma curiosidade foi o fato do registro de óbito de Bolão só ter sido lançado em 1835, dez anos depois do seu fuzilamento, por razões até então ignoradas.